# Upper Brookville
Upper Brookville és una població dels Estats Units a l'estat de Nova York. Segons el cens del 2000 tenia 1.801 habitants.

## Demografia
Segons el cens del 2000, Upper Brookville tenia 1.801 habitants, 568 habitatges, i 483 famílies. La densitat de població era de 161,7 habitants per km².
Dels 568 habitatges en un 42,8% hi vivien nens de menys de 18 anys, en un 73,8% hi vivien parelles casades, en un 7,7% dones solteres, i en un 14,8% no eren unitats familiars. En el 12,7% dels habitatges hi vivien persones soles el 5,1% de les quals corresponia a persones de 65 anys o més que vivien soles. El nombre mitjà de persones vivint en cada habitatge era de 3,14 i el nombre mitjà de persones que vivien en cada família era de 3,41.
Per edats la població es repartia de la següent manera: un 28,7% tenia menys de 18 anys, un 5,9% entre 18 i 24, un 24,4% entre 25 i 44, un 27,5% de 45 a 60 i un 13,5% 65 anys o més.
L'edat mediana era de 40 anys. Per cada 100 dones de 18 o més anys hi havia 91,2 homes.
La renda mediana per habitatge era de 140.861 $ i la renda mediana per família de 162.799 $. Els homes tenien una renda mediana de 100.000 $ mentre que les dones 46.500 $. La renda per capita de la població era de 65.254 $. Entorn del 2,2% de les famílies i el 2,5% de la població estaven per davall del llindar de pobresa.